# Bratteforsån
Bratteforsån este o arie protejată (arie specială de conservare — SAC, sit de importanță comunitară — SCI) din Suedia întinsă pe o suprafață de 45 ha, integral pe uscat.

## Localizare
Centrul sitului Bratteforsån este situat la coordonatele 58°11′55″N 11°54′52″E / 58.1987°N 11.9145°E.

## Înființare
Situl Bratteforsån a fost declarat sit de importanță comunitară în decembrie 1998 pentru a proteja 1 specie de plante și 3 specii de animale. Situl a fost protejat și ca arie specială de conservare în martie 2011.

## Biodiversitate
Situată în ecoregiunea boreală, aria protejată conține 4 habitate naturale: Pajiști fino-scandinave uscate până la mezice, bogate în specii de altitudine mică, Păduri caducifoliate bătrâne naturale hemiboreale fino-scandinave (Quercus, Tilia, Acer, Fraxinus sau Ulmus) bogate în specii epifite, Păduri aluvionare cu Alnus glutinosa și Fraxinus excelsior (Alno-Padion, Alnion incanae, Salicion albae), Cursuri de apă de la nivel de câmpie la nivel montan, cu vegetație Ranunculion fluitantis și Callitricho-Batrachion.
La baza desemnării sitului se află mai multe specii protejate:
- plante (1): Bryhnia novae-angliae
- nevertebrate (2): Margaritifera margaritifera, Vertigo angustior
- pești (1): somonul (Salmo salar)